# Christian Dalger
Christian Dalger, (Nimes, 19 de dezembro de 1949 — 1 de julho de 2023) foi um ex-futebolista francês. Ele competiu na Copa do Mundo FIFA de 1978, sediada na Argentina, na qual a seleção de seu país terminou na 12º colocação dentre os 16 participantes.